# Federação de Campismo e Montanhismo de Portugal
Die Federação de Campismo e Montanhismo de Portugal (FCMP) ist der Dachverband für Camping, Wandern und Bergsteigen in Portugal.

## Geschichte
Als erstes zweifelsfreies Dokument zum Camping und Wandern in Portugal gilt ein Brief des Schriftstellers Eça de Queiroz aus dem Jahr 1875, in dem er seinem Dichterfreund Ramalho Ortigão aus dem britischen Newcastle bestätigte, er habe die bestellte umfangreiche Wander- und Campingausrüstung auf den Weg gebracht.
1908 fand im Gerês-Gebirge (in Chã das Abrótegas) die Jornada Inaugural do Campismo Português (dt. etwa: Auftaktveranstaltung zur Campingbewegung in Portugal) statt. Anlass war die Unterstützung einer Initiative der Ilustração Portuguesa de Lisboa, die vor Ort feststellte, dass die lokale Ziegenart Cabra Geresiana tatsächlich ausgestorben war. 1932 gründete sich in Porto die Grupo Excursionista Ar Livre (G.E.A.L., dt. etwa: Gruppe der Freiluft-Ausflügler). Es folgten weitere Gründungen von Vereinen im Land, die sich Campingausflügen, Bergwanderungen und ähnlichen Wanderveranstaltungen widmeten. Ab 1936 durchfuhr der Ethnograf Elmano da Cunha e Costa die portugiesische Kolonie Angola und legte dabei mit seinem Wohnwagen 280.000 Kilometer zurück, um 58 Volksstämme zu besuchen. 1937 gründete sich mit dem Clube Português de Campismo bzw. Camping Clube de Portugal der erste landesweite Verein, einem Vorläufer des Verbandes, der sich jedoch schnell wieder auflöste. 1940 fand mit dem I. Congresso Português de Campismo Desportivo ein erster Kongress zum Campingsport im Land statt. 1941 wurde dann der Clube Nacional de Campismo gegründet, der erste Landesverband des Campingsports.
1944 veröffentlichte das Ministério da Educação Nacional, das Bildungsministerium des semifaschistischen Estado Novo-Regimes, die Richtlinien des Campingsports, der nun behördlich als offizieller Sport der Kategorie B anerkannt wurde.
Am 3. März 1945 wurden die Statuten der neugegründeten Federação Portuguesa de Campismo staatlich anerkannt. Sie entstand als Nachfolge des somit aufgelösten Clube Nacional de Campismo, im Zuge der Vereinheitlichung der nationalen Sportverbände des Landes. 1949 wurde der Verband Mitglied des internationalen Campingdachverbandes Fédération Internationale de Camping et de Caravanning (FICC). 1967 änderte der Verband seinen Namen in Federação Portuguesa de Campismo e Caravanismo. Nach seiner Neuorientierung nach der Nelkenrevolution 1974 wurde der gemeinnützige Status des Verbandes 1978 anerkannt. Seinen festen Hauptsitz bezog der Verband 1983 in der Avenida 5 de Outubro in Lissabon, nachdem er zuvor in wechselnden Gebäuden residierte.
1991 wurde die Zuständigkeit für den Montanhismo, der portugiesische Variante des Alpinismus, dem Verband unterstellt. 1995 feierte der Verband seinen 50. Geburtstag u. a. mit einer großen FICC-Rallye in Aljezur, und er zog in seinen neuen Verwaltungssitz in der Avenida Coronel Eduardo Galhardo um. 1997 führte der Verband seinen Gründungsnamen (Federação Portuguesa de Campismo) wieder ein und erhielt die Anerkennung als gemeinnützige Sportorganisation (Utilidade Pública Desportiva), einem neu eingeführten steuerbehördlichen Status. Seit 2003 führt der Verband den Namen Federação de Campismo e Montanhismo de Portugal.

## Organisation

### Räumliche Struktur
Die FCMP gliedert sich räumlich in sechs Regionen:
- REGIÃO LISBOA (Region Lissabon) mit 198 Mitgliedern (2013)
- REGIÃO NORTE (Region Norden) mit 82 Mitgliedern (2013)
- REGIÃO CENTRO NORTE (Region nördliche Landesmitte) mit 77 Mitgliedern (2013)
- REGIÃO SUL (Region Süden) mit 59 Mitgliedern (2013)
- REGIÃO CENTRO SUL (Region südliche Landesmitte) mit 97 Mitgliedern (2013)
- REGIÕES AUTÓNOMAS (Autonome Regionen Madeira und Azoren) mit 10 Mitgliedern (2013)

Nach weiteren Aus- und Eintritten hatte die FCMP Ende 2014 511 Mitglieder.
Mitglied kann jede Vereinigung werden, die in ihren Statuten Aktivitäten des Sportes oder der Freizeitgestaltung als Vereinsziel führt. Mitglieder sind Sportvereine, Betriebssportgruppen, Umweltgruppen, Freizeit- und Kulturvereine u. a.

### Organe
Sie ist organisatorisch in folgende Organe strukturiert:
- dreiköpfiger Vorstand der Generalversammlung (Mesa da Assembleia Geral)
- der Präsident (Presidente)
- Leitung durch vier Vizepräsidenten (Direção durch Vice-Presidentes)
- 27 Delegierte der Regionen und Mitglieder (Delegados)
- dreiköpfiger Kontrollrat (Conselho Fiscal)
- dreiköpfiger Rechtsrat (Conselho de Justiça)
- dreiköpfiger Disziplinarrat (Conselho de Disciplina)
- dreiköpfiger Schiedsrat (Conselho de Arbitragem)
- je ein fünköpfiger Regionalrat der sechs Regionen (Conselho Regional das Regiões)

### Partnerschaften und Mitgliedschaften der FCMP
Die FCMP unterhält seinerseits Partnerschaften und Mitgliedschaften in einer Reihe Organisationen, darunter das portugiesische Olympische Komitee (Comité Olímpico de Portugal), das portugiesische paralympische Komitee, und verschiedene Dachverbände in Portugal, insbesondere der Sport-Dachverband Confederação do Desporto de Portugal.
Zudem ist die FCMP Mitglied in einer Reihe internationaler Dachverbände, insbesondere
- im Europäischen Bergsport-Dachverband European Union of Mountaineering Associations (EUMA)
- im internationalen Camping-Dachverband Fédération Internationale de Camping et de Caravanning (FICC)
- im internationalen Alpinismus-Dachverband Union Internationale des Associations d’Alpinisme (UIAA)
- im internationalen Wettkampfkletterverband International Federation of Sport Climbing (IFSC)
- im internationalen Skibergsteigerverband International Ski Mountaineering Federation (ISMF)
- im internationalen Dachverband für Berglauf International Skyrunning Federation (ISF, ehemals Federation for Sport at Altitude)
- in der Europäischen Wandervereinigung (dt.: EWV, engl.: European Ramblers Association, ERA)
- im internationalen Dachverband für Amateur-Canyoning International Association of Amateur Canyoning (IAAC)

## Aktivitäten
Die FCMP widmet sich acht Bereichen aus Sport und Freizeit:
- Bergsteigen (Alpinismo)
- Wohnmobile und Wohnwagen (Autocaravanismo)
- Camping
- Canyoning
- Klettern (Escalada)
- Skibergsteigen (Esqui-montanhismo)
- Wandern (Pedestrianismo)
- Höhenbergsteigen und Berglaufen (Skyrunning)

In allen diesen Bereichen leistet die FCMP Jugendarbeit, Aus- und Weiterbildung, und organisiert eine Vielzahl Wettkämpfe und Veranstaltungen.
Am 17. September 2005 wurde am Stammsitz des Verbandes das Museum Museu Campista eröffnet, dass sich der Campinggeschichte im Allgemeinen und der Verbandsgeschichte im Besonderen widmet.

## Finanzen
Die FCMP bezeichnete das Jahr 2014 in ihrem Geschäftsbericht als ein ausgesprochen schwieriges Jahr in finanzieller Hinsicht. So standen den Gesamtausgaben von 1.523.379,21 Euro nur Einnahmen von 1.346.446,86 Euro gegenüber, so dass sich ein Fehlbetrag von 176.932,35 Euro ergab.
Als die zwei wesentlichen Gründe hierfür werden insbesondere die gekürzten staatlichen Zuwendungen und die schwierige Einnahmesituation aus Mitgliedsbeiträgen und anderen Erträgen angeführt, die beide im Zusammenhang mit der anhaltenden Sparpolitik der Regierung und der angespannten wirtschaftlichen Situation im Land in Folge der Finanzkrise ab 2007 stehen.

## Präsidenten
Eine chronologische Übersicht über alle Präsidenten des Vereins seit Gründung.
| Amtszeit  | Präsident         | Anmerkung       |
| --------- | ----------------- | --------------- |
| 1945–1946 | José Ferreira     |                 |
| 1947      | Carlos Freire     | erste Amtszeit  |
| 1948      | Luiz Fonseca      |                 |
| 1949      | Guilherme Ribeiro |                 |
| 1949      | Carlos Freire     | zweite Amtszeit |
| 1950      | Mario Vieira      |                 |
| 1951      | Carlos Freire     | dritte Amtszeit |
| 1952      | Fernando Silva    | erste Amtszeit  |
| 1953–1954 | Guilherme Simões  |                 |
| 1954–1961 | Olavo Terroso     |                 |
| 1962–1964 | Francisco Lobo    |                 |
| 1965      | Armando Cunha     |                 |

| Amtszeit  | Präsident            | Anmerkung       |
| --------- | -------------------- | --------------- |
| 1966      | Eduardo Fernandes    |                 |
| 1967–1970 | Justino Valente      | erste Amtszeit  |
| 1971–1975 | Joaquim Campino      |                 |
| 1976      | Fernando Silva       | zweite Amtszeit |
| 1977–1978 | Fernando Garcia      |                 |
| 1979–1982 | Nuno Pereira         |                 |
| 1983–1984 | Carlos Alves         |                 |
| 1985–1992 | Carlos Cruz          |                 |
| 1993–1996 | Henrique Vasconcelos |                 |
| 1997–2002 | Justino Valente      | zweite Amtszeit |
| 2003–2012 | Fernando Cipriano    |                 |
| Seit 2013 | João Luis Queiroz    |                 |